# Spirobolus akamma
Spirobolus akamma — вид двопарноногих багатоніжок родини Spirobolidae. Описаний у 2023 році.

## Назва
Видова назва akamma походить від японської народної казки «赤馬», де акамма означає «рудий кінь» і це ім'я коня, якого любить головний герой.

## Поширення
Ендемік Японії. Поширений на островах Яеяма.

## Опис
Вид характеризується наступним поєднанням ознак: тазики передніх гонопод довгі та підтрикутні; мезальний стернальний відросток передніх гонопод п'ятикутний; префеморальний ендит задніх гонопод вінцевий, дистальний кінець заокруглений, з мезальним краєм без виїмки; телоподіт задніх гонопод більш ніж у 2 рази довший за префеморальний ендит; латеральний фланець сифопод з 4 зазубринами.